# R.A. the Rugged Man
R.A. the Rugged Man, właściwie Reginald Arbuckle Thorburn (ur. 10 stycznia 1974 roku) – amerykański MC pochodzący z Hrabstwa Suffolk w stanie Nowy Jork. W wieku 18 lat podpisał kontrakt z wytwórnią Jive Records. Po wielu zmianach wytwórni w 2004 roku nakładem niezależnego wydawnictwa Nature Sounds do sklepów trafił długo oczekiwany debiutancki album rapera pt. Die, Rugged Man, Die. Płytę promowały klipy do utworów Lessons oraz Shoulda Never.
R.A. współpracował z takimi artystami jak The Notorious B.I.G., Timbo King, Mobb Deep, Kool G Rap, Jedi Mind Tricks, Killah Priest, Sadat X, Hell Razah, Blaq Poet, Ayatollah, Tragedy Khadafi, J-Live, Akinyele, Wu-Tang Clan, Talib Kweli, Hopsin, Brother Ali, Tech N9ne, Demigodz, Eamon, Twiztid.
R.A. pochodzi z rozbitej rodziny. Ojciec rapera John Andrew Thorburn jest weteranem wojny w Wietnamie. Ucierpiał z powodu używanego w wojnie herbicydu Agent Orange. R.A. opowiada historię ojca w utworze "Uncommon Valor: A Vietnam Story" nagranym z grupą Jedi Mind Tricks. Brat rapera Maxx urodził się niepełnosprawny i niewidomy. Umarł w wieku 10 lat. Siostra Dee Ann nie potrafiła chodzić i mówić.

## Dyskografia

### Albumy studyjne
- Die, Rugged Man, Die (2004)
- Legends Never Die (2013)
- All My Heroes Are Dead (2020)

### Kompilacje, bootlegi, płyty niewydane
- 1994 Night Of The Bloody Apes (niewydany)
- 2005 American Lowlife (bootleg)
- 2007 Rugged-n-raw (mixtape)
- 2009 Legendary Classics Volume 1
- 2010 Crazy Man (internetowe EP)